# Кубок Грузії з футболу 2005—2006
Кубок Грузії з футболу 2005–2006 — (також відомий як Кубок Давида Кіпіані) 16-й розіграш кубкового футбольного турніру у Грузії. Титул вперше здобув Амері.

## Календар
| Раунд        | Дата                       | Матчі | Клуби   |
| ------------ | -------------------------- | ----- | ------- |
| Перший раунд | 23 серпня - 5 вересня 2005 | 24    | 28 → 16 |
| 1/8 фіналу   | 8-22 листопада 2005        | 16    | 16 → 8  |
| 1/4 фіналу   | 18 лютого- 14 березня 2006 | 8     | 8 → 4   |
| 1/2 фіналу   | 8 квітня/2 травня 2006     | 4     | 4 → 2   |
| Фінал        | 13 травня 2006             | 1     | 2 → 1   |

## Перший раунд
| Команда 1                | Заг.         | Команда 2               | 1-й матч | 2-й матч |
| ------------------------ | ------------ | ----------------------- | -------- | -------- |
| 23 серпня/4 вересня 2005 |              |                         |          |          |
| Зестафоні                | 7:0          | Зугдіді (2)             | 3:0      | 4:0      |
| Боржомі                  | 4:1          | Мерані (Тбілісі) (2)    | 2:0      | 2:1      |
| Діла (Горі)              | 3:4          | Мецхеті (Ахалціхе) (2)  | 3:3      | 0:1      |
| Динамо (Сухумі)          | 2:2 пен. 3:0 | Саґареджо (2)           | 1:1      | 1:1 дч   |
| 24 серпня/5 вересня 2005 |              |                         |          |          |
| Динамо (Батумі)          | 6:1          | Гурія (Ланчхуті) (2)    | 3:0      | 3:1      |
| Колхеті-1913 (Поті)      | 8:0          | Магароелі (Чиатура) (2) | 6:0      | 2:0      |
| Сіоні (Болнісі)          | 8:2          | Ляхві (Тамарашені) (2)  | 6:1      | 2:1      |
| Амері (Тбілісі)          | 5:3          | Мешакре (Агара) (2)     | 1:2      | 4:1      |
| Спартак (Тбілісі)        | 4:1          | Самгорі (Гардабані) (3) | 3:1      | 3:2      |
| Кахеті (Телаві)          | 1:6          | Чихура (Сачкере) (2)    | 0:3      | 1:3      |
| Тбілісі                  | 3:2          | Руставі (2)             | 3:1      | 0:1      |
| Цхінвалі                 | 7:7 (ч)      | Гагра (2)               | 4:4      | 3:3      |

## 1/8 фіналу
| Команда 1           | Заг. | Команда 2              | 1-й матч | 2-й матч |
| ------------------- | ---- | ---------------------- | -------- | -------- |
| 8/22 листопада 2005 |      |                        |          |          |
| Амері (Тбілісі)     | 4:1  | Гагра (2)              | 4:1      | 0:0      |
| Боржомі             | 4:1  | Динамо (Сухумі)        | 2:0      | 2:1      |
| Динамо (Тбілісі)    | 2:0  | Чихура (Сачкере) (2)   | 0:0      | 2:0 дч   |
| Спартак (Тбілісі)   | 1:7  | Зестафоні              | 0:4      | 1:3      |
| Сіоні (Болнісі)     | 3:1  | Мецхеті (Ахалціхе) (2) | 2:0      | 1:1      |
| Динамо (Батумі)     | 0:3  | Колхеті-1913 (Поті)    | 0:2      | 0:1      |
| ВІТ Джорджія        | 6:0  | Торпедо (Кутаїсі)      | 1:0      | 5:0      |
| Локомотив (Тбілісі) | 2:0  | Тбілісі                | 1:0      | 1:0      |

## 1/4 фіналу
| Команда 1                | Заг. | Команда 2           | 1-й матч | 2-й матч |
| ------------------------ | ---- | ------------------- | -------- | -------- |
| 18 лютого/7 березня 2006 |      |                     |          |          |
| Амері (Тбілісі)          | 1:0  | Колхеті-1913 (Поті) | 0:0      | 1:0      |
| ВІТ Джорджія             | 4:1  | Локомотив (Тбілісі) | 3:1      | 1:0      |
| Сіоні (Болнісі)          | 2:0  | Боржомі             | 1:0      | 1:0      |
| 7/18 березня 2006        |      |                     |          |          |
| Зестафоні                | 1:0  | Динамо (Тбілісі)    | 1:0      | 0:0      |

## 1/2 фіналу
| Команда 1              | Заг. | Команда 2       | 1-й матч | 2-й матч |
| ---------------------- | ---- | --------------- | -------- | -------- |
| 8 квітня/2 травня 2006 |      |                 |          |          |
| Сіоні (Болнісі)        | 0:1  | Амері (Тбілісі) | 0:0      | 0:1      |
| ВІТ Джорджія           | 2:5  | Зестафоні       | 1:2      | 1:3      |

## Фінал
| 13 травня 2006 |

| Амері                                | 2:2 дч   | Зестафоні                  |
| ------------------------------------ | -------- | -------------------------- |
| Давіташвілі 10' Цинамдзгврішвілі 50' | Протокол | Іонанідзе 29' Гонгадзе 90' |

| Стадіон імені Михайла Месхі, Тбілісі Глядачів: 10 000 Арбітр: Георгій Вадачкорія |

|                                                                 |     | Пенальті                                            |  |
| Деканосідзе · Болквадзе · Татанашвілі · Давітнідзе · Хвадагіані | 4:3 | Гануграва · Імедадзе · Піпія · Іонанідзе · Чантурія |  |